# L'arancia
L'arancia è un album della cantante italiana Silvia Salemi, pubblicato dall'etichetta discografica Oltre la Musica-RCA e distribuito dalla BMG nel 2000.
L'album è prodotto da Giampiero Artegiani, che è anche autore dei brani.
Dal disco vengono tratti i singoli La parola amore, ...e ci batteva il sole ed E' già settembre.

## Tracce
1. Silence
2. La parola amore
3. ...e ci batteva il sole
4. Il mio lato in fiore
5. È già settembre
6. Don't Sleep Tonight
7. Non sono lei
8. Sintomi d'amore
9. Generazione bizzarra
10. Mai sicura, mai
11. Che strada c'è
12. L'arancia